# Knokke-Heist
Knokke-Heist (französisch Knocke-Heist) ist eine Stadt an der belgischen Nordseeküste in der Provinz Westflandern (Region Flandern). Die Stadt liegt unmittelbar an der Grenze zu den Niederlanden. Knokke-Heist gilt aufgrund zahlreicher Villen, gehobenen Geschäften und Restaurants als mondänster Badeort an der belgischen Küste.

## Politik

### Stadtrat
- Vooruit: 0
- Groen: 0
- JA!: 9
- VLD: 9
- CD&V/NVA: 12
- VB: 1

Nach der Wahl kam es zu einer Koalition aus CD&V/NVA und JA!. 
 Zusammen kommen sie auf 21 Sitze und somit auf eine 2/3 Mehrheit
- Vooruit: 2
- Vooruit – Gr: 1
- Groen: 1
- JA!: 9
- VLD: 15
- VLD – CD&V: 72
- CD&V: 22
- CD&V/NVA: 12
- N-VA: 11
- VB: 8
- Sonst.: 2

- VLD – CD&V: 72
- CD&V: 22
- VLD: 15
- CD&V/NVA: 12
- N-VA: 11
- JA!: 9
- VB: 8
- Sonst.: 2
- Vooruit: 2
- Vooruit – Gr: 1
- Groen: 1

## Ortsteile
- Duinbergen
- Knokke
- Heist
- Ramskapelle
- Westkapelle
- Het Zoute

## Tourismus
Touristischer Anziehungspunkt ist der zwölf Kilometer lange feinkörnige Sandstrand mit fünf bewachten Strandabschnitten und die weitläufige Dünenlandschaft. Die Strandpromenade ist nahezu durchgehend mit mehrgeschossigen Apartmenthäusern bebaut, die als Ferienwohnungen genutzt werden. Am östlichen Ortsende schließt sich das Naturschutzgebiet Het Zwin an, das 150 Hektar umfasst und Brutgebiet seltener Vogelarten ist. Im Oktober 2010 wurde der benachbarte Vlindertuin, ein Schmetterlingsgarten mit 400 freifliegenden exotischen Faltern, geschlossen. Durch die Polderlandschaft von 3500 Hektar führen markierte Rad- und Wanderwege. Die vielen Designerboutiquen und die teuren Nobelhotels machen Knokke und besonders Knokke Zoute zu einem Wochenendzufluchtsort für wohlhabende Belgier, Deutsche, Niederländer und Luxemburger.
Der Restaurantführer Guide Michelin 2022 führt acht Restaurants in seiner Auswahl, davon vier Sternelokale in Knokke-Heist.
Das Spielcasino von 1930 deutet mit seiner Art-déco-Ausstattung auf die Frühzeit Knokkes als mondäner Badeort hin.

## Immobilienmarkt
Knokke-Heist weist die höchsten Immobilienpreise aller Gemeinden in Belgien auf. Belgienweit werden die teuersten Wohnungen in Knokke-Heist angeboten.
Im Jahr 2021 kostete ein Quadratmeter in Knokke-Heist durchschnittlich 4.987 Euro (der durchschnittliche Preis für einen Quadratmeter aller belgischen Gemeinden betrug 2.135 Euro). Im Jahr 2022 kostete eine Wohnung mit Blick auf das Meer durchschnittlich eine Million Euro. Innerhalb der Region Flandern lag der Medianpreis für ein Haus im dritten Quartal 2023 bei 795.000 Euro, für eine Wohnung durchschnittlich bei 490.000 Euro.

## Verkehr
In Knokke-Heist befinden sich drei Bahnhöfe der Nationalen Gesellschaft der Belgischen Eisenbahnen (NMBS/SNCB) mit nationalen Verbindungen. Ab den genannten Bahnhöfen bestehen u. a. Intercity-Verbindungen nach Brügge und vereinzelt zum Flughafen Brüssel-Zaventem.
Knokke-Heist ist an die Küstenstraßenbahn (Kusttram), der weltweit längsten Straßenbahnlinie (67 Kilometer Länge und 67 Haltestellen), angebunden. Auf der Gemarkung von Knokke-Heist befinden sich fünf Stationen. Die Haltestellen heißen Knokke-Station, Knokke-Watertoren, Heist-Duinbergen, Heist-Heldenplein und Heist-Dijk. Knokke-Station ist der nördliche Endpunkt. Mit der Straßenbahn sind alle belgischen Orte an der Küste zu erreichen.

### Flugplatz Knokke-Le Zoute
Östlich des Ortes lag zwischen 1929 und 1960 der kleine Flugplatz Knokke-Le Zoute, der sowohl zivil als auch militärisch genutzt wurde, letzteres in der Zeit vor und bis kurz nach Ende des Zweiten Weltkrieges von der Aviation Militaire Belge, der deutschen Luftwaffe und der britischen Royal Air Force. Die Luftwaffe hatte hier lediglich Flak stationiert, die Royal Air Force auf dem von ihr als Airfield B.83 bezeichneten Platz noch bis Oktober 1945 das 142. Geschwader mit der 290. Squadron, einer Spitfire-Staffel.

## Wappen und Flagge
| Wappen |
| Flagge |

| | Blasonierung: „In Gold ein roter Sparren, belegt mit drei silbernen Muscheln, begleitet im Schildfuß von einer natürlichen Stranddistel.“ |
| Wappenbegründung: Beim Stadtwappen handelt es sich um das Wappen der ehemaligen Gemeinde Knokke, das ihr am 9. Mai 1914 verliehen worden war. Knokke gehörte immer zur Pfarrei Lissewege und besaß weder ein Siegel noch ein Wappen. Im Jahr 1914 wurde das Wappen aus demjenigen von Lissewege auf einer Karte aus dem späten 16. Jahrhundert entworfen. Es war in Silber mit einem roten Sparren und Jakobsmuscheln sowie an der Basis ein Bündel Schilfrohr. Im Wappen von Knokke wurden die Farben des Feldes geändert und ein Distel, eine in den Dünen häufig vorkommende Pflanze, ersetzte das Schilfrohr. Das Wappen wurde der Gemeinde am 2. Februar 1982 verliehen. Die gelb-rot-gelb gestreifte Hissflagge trägt drei weiße Jakobsmuscheln, die horizontal im roten Streifen angeordnet sind. Sie wurde der Gemeinde am 23. März 1981 vom Gemeinderat verliehen. | |

## Kultur
Von 1959 bis 1973 fand im Casino des Badeorts das renommierte Songfestival von Knokke statt.
Seit 1969 findet jährlich während einer Sommerwoche das Internationale Feuerwerkfestival Knokke-Heist (Internationaal vuurwerkfestival Knokke-Heist) an der Strandpromenade Zeedijk-Albertstrand statt. Das Feuerwerk hat internationale Ausstrahlungskraft. Dabei präsentieren stets vier verschiedene Staaten ihr Feuerwerk. Die Veranstaltung findet stets von 22:00 Uhr bis 22:30 Uhr statt. Zum gesamten Feuerwerk werden Lieder verschiedener Musikrichtungen synchron abgespielt.

## Sport
Knokke-Heist war von 1982 bis 1990 Austragungsort des Tennisturniers Knokke Challenger sowie von 1987 bis 2001 des Frauentennisturniers Sanex Trophy.

## Trivia
Knokke-Heist ist Handlungsort der Netflix-Serie Knokke Off aus dem Jahr 2023.

## Persönlichkeiten
- Corneille Heymans (1892–1968), Physiologe, Nobelpreisträger für Medizin (1938)
- Marnix Lameire (* 1955), Radrennfahrer
- Hans Vermeersch (* 1957), Komponist und Dirigent
- Maike Boerdam-Strobel (* 1976), Musicaldarstellerin und Schauspielerin
- Axelle Dauwens (* 1990), Hürdenläuferin
- Bram De Looze (* 1991), Jazzmusiker
- Nicky Degrendele (* 1996), Bahnradsportlerin
- Maxim De Cuyper (* 2000), Fußballspieler

## Bilder

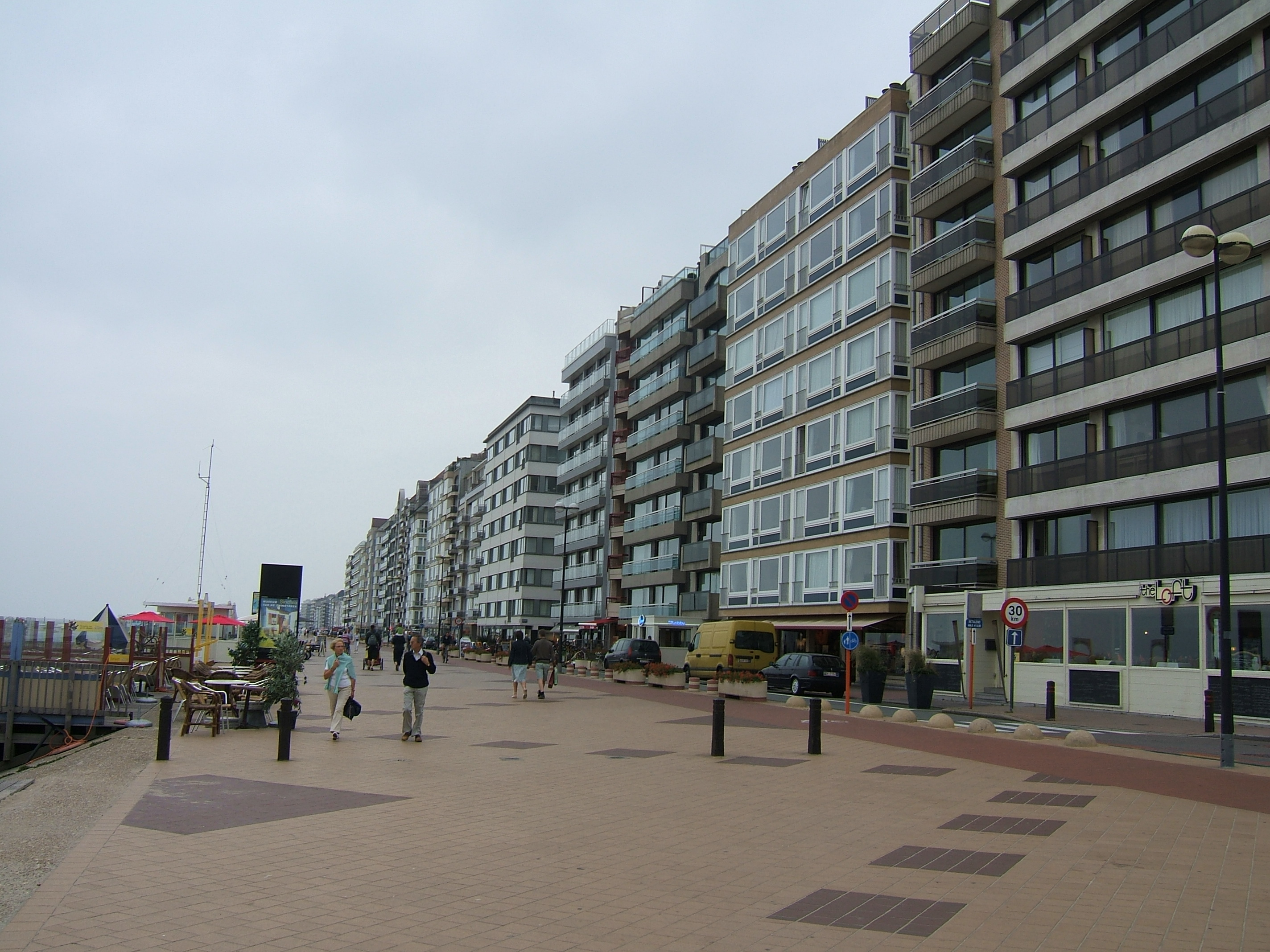
Strandpromenade in Knokke-Heist
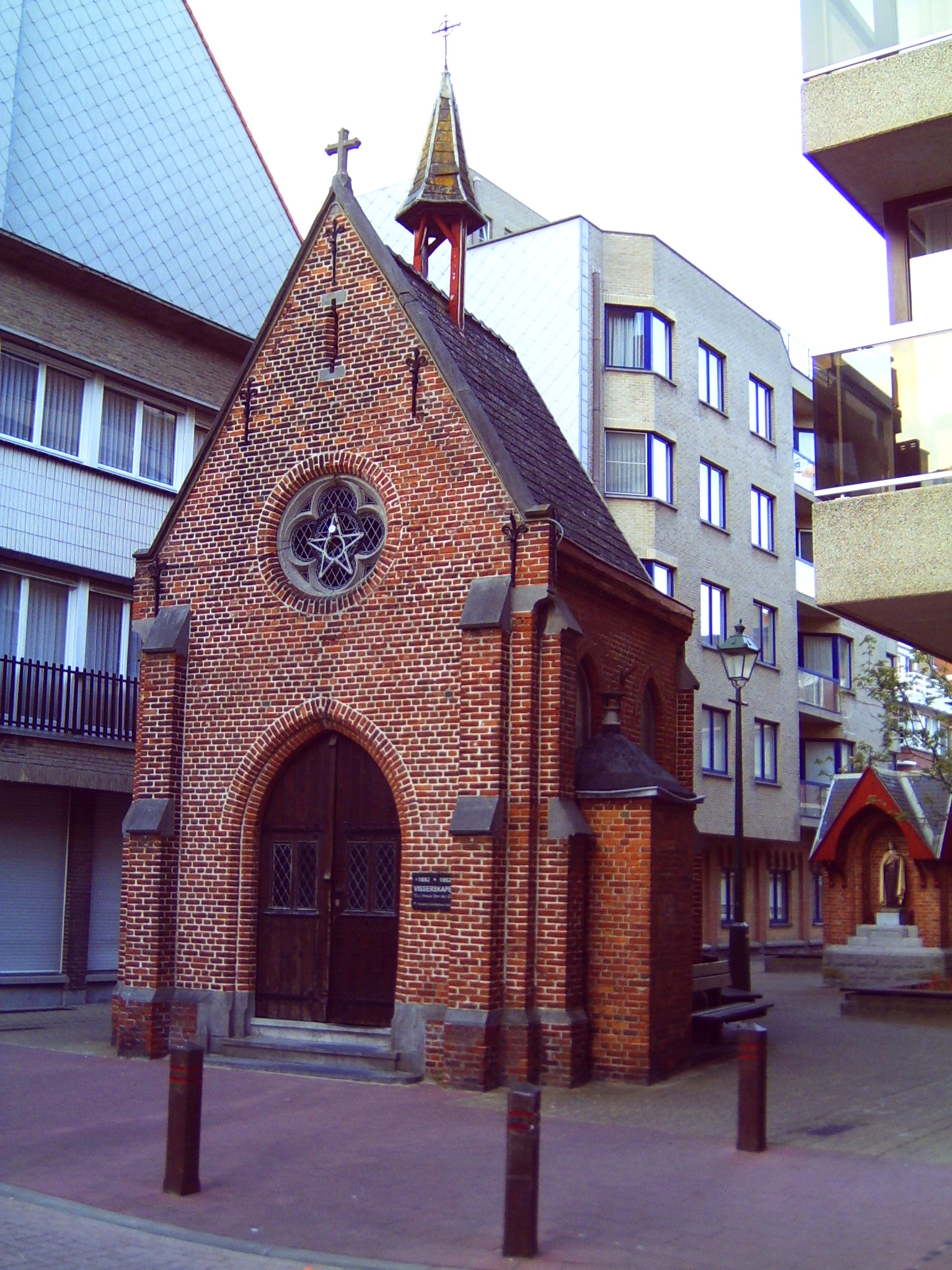
Altes Fischerkapellchen
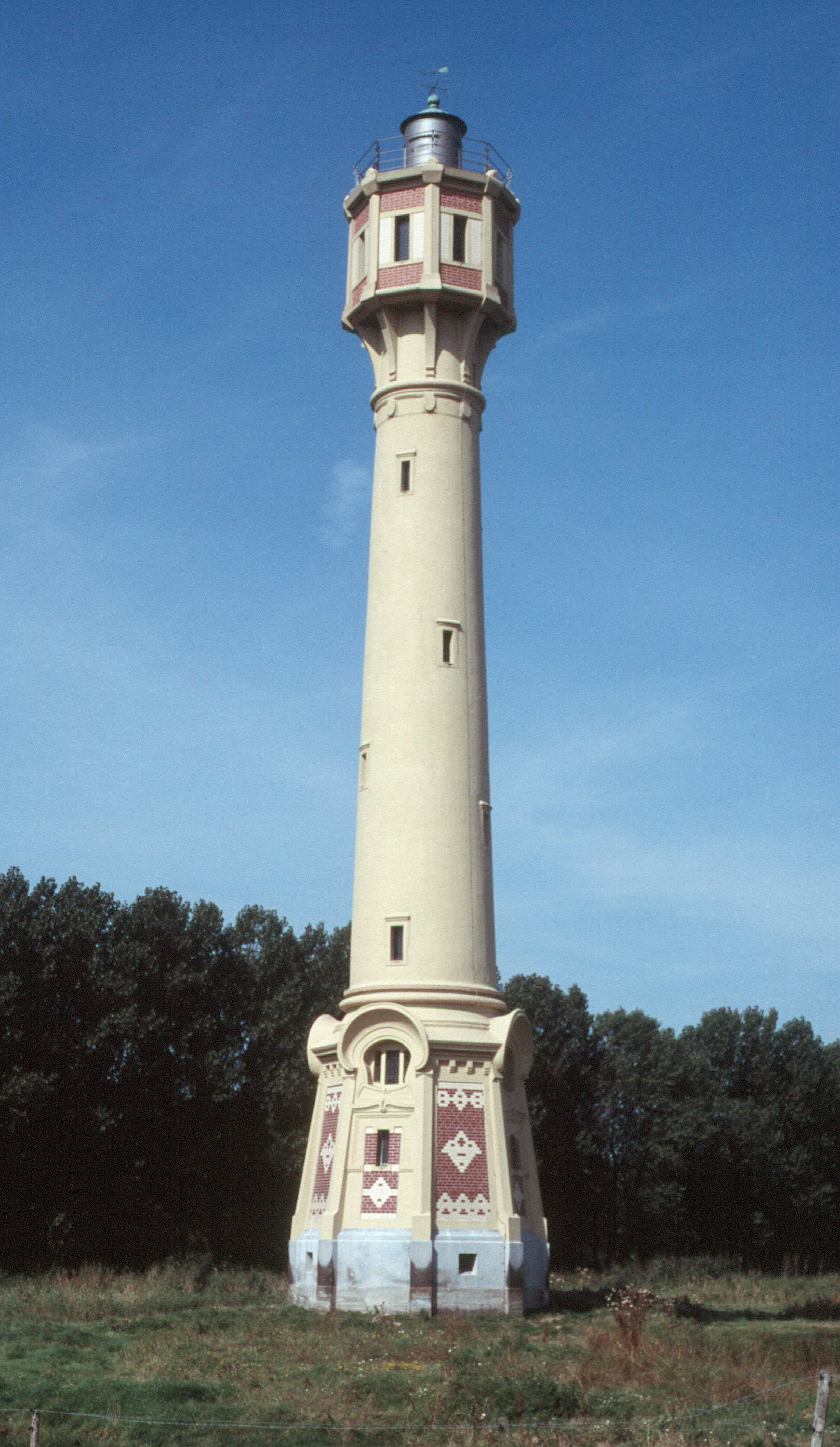
Alter Leuchtturm in Heist
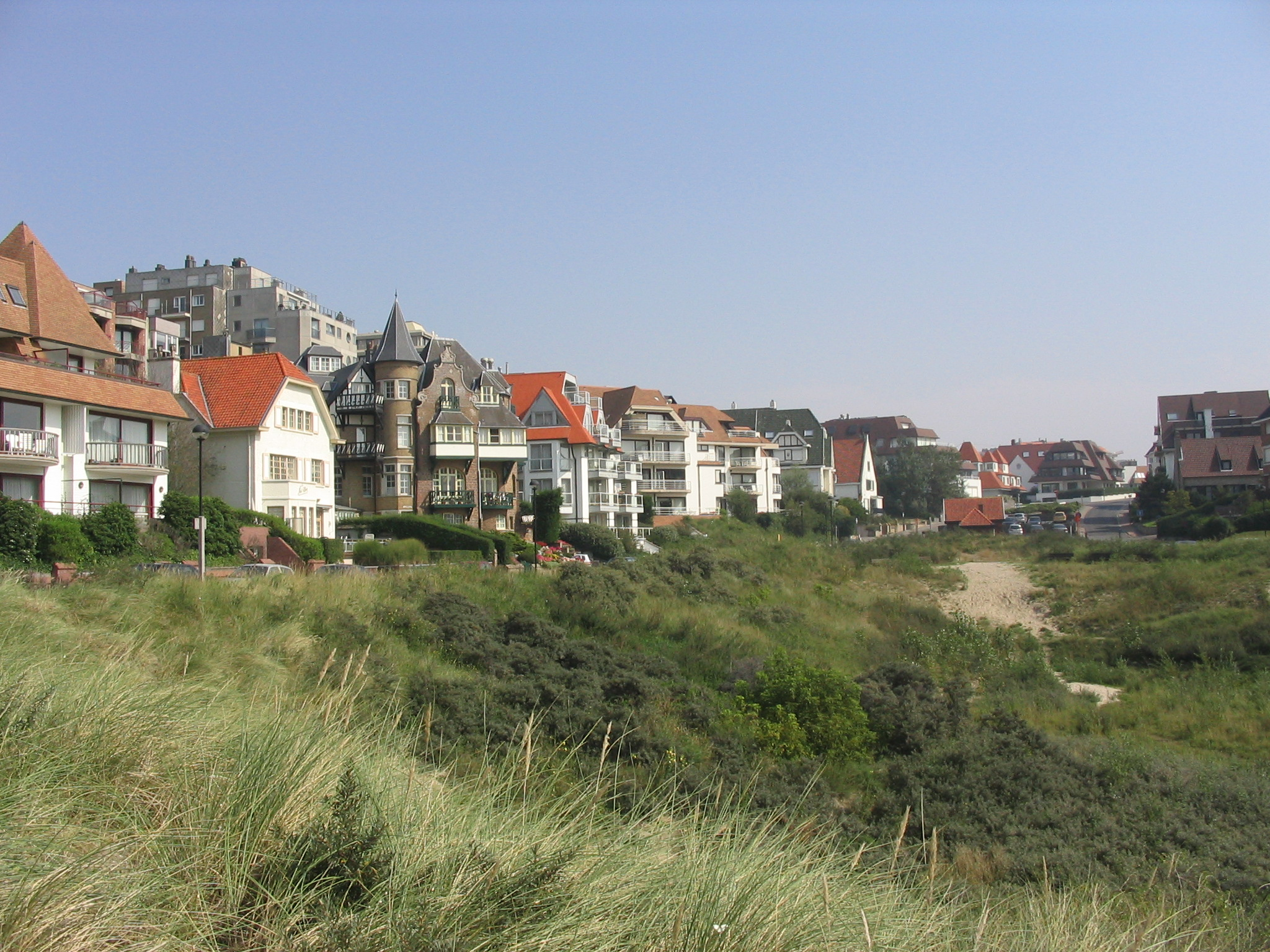
Wohngebiet in Knokke-Heist
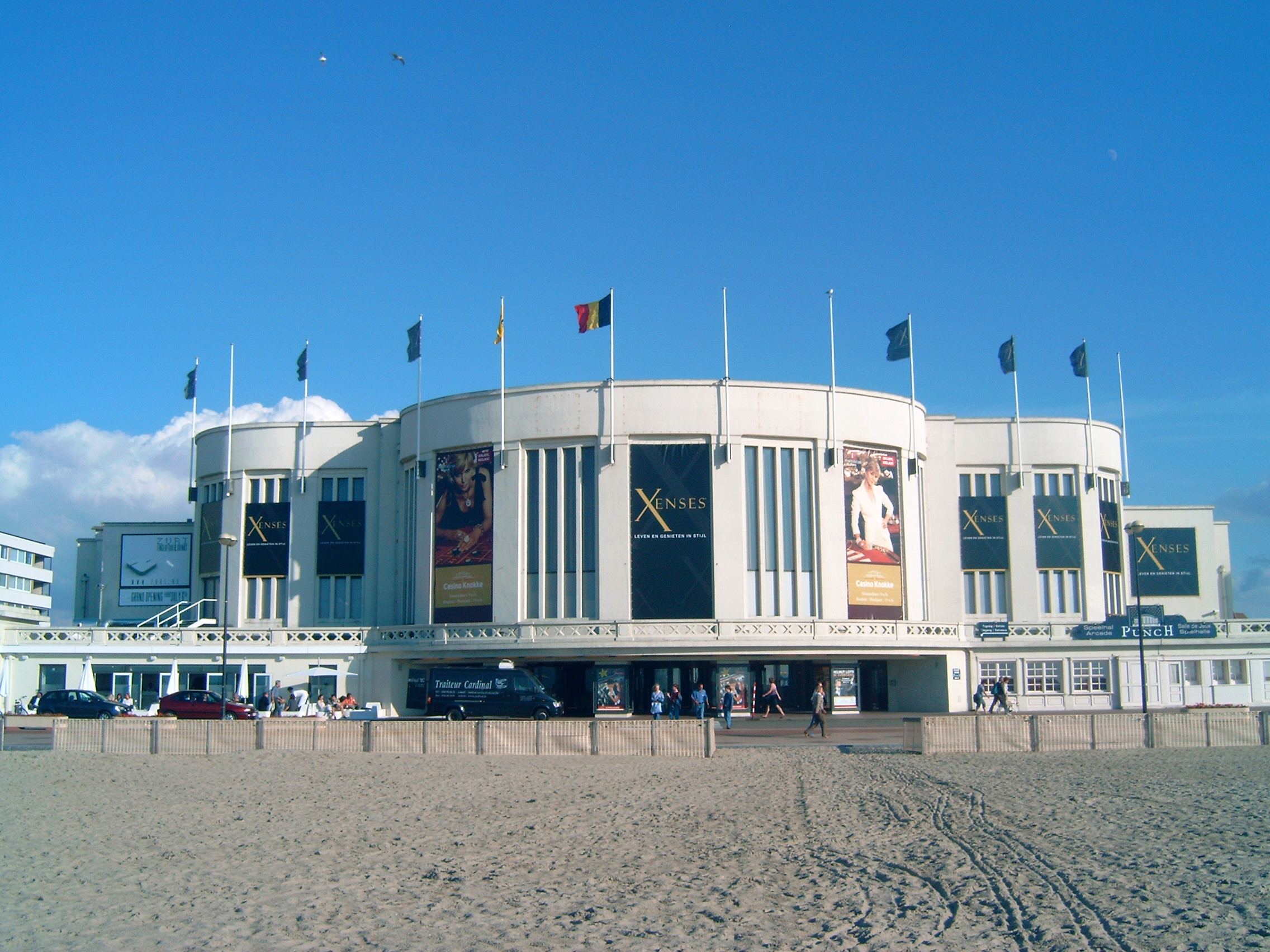
Casino Knokke
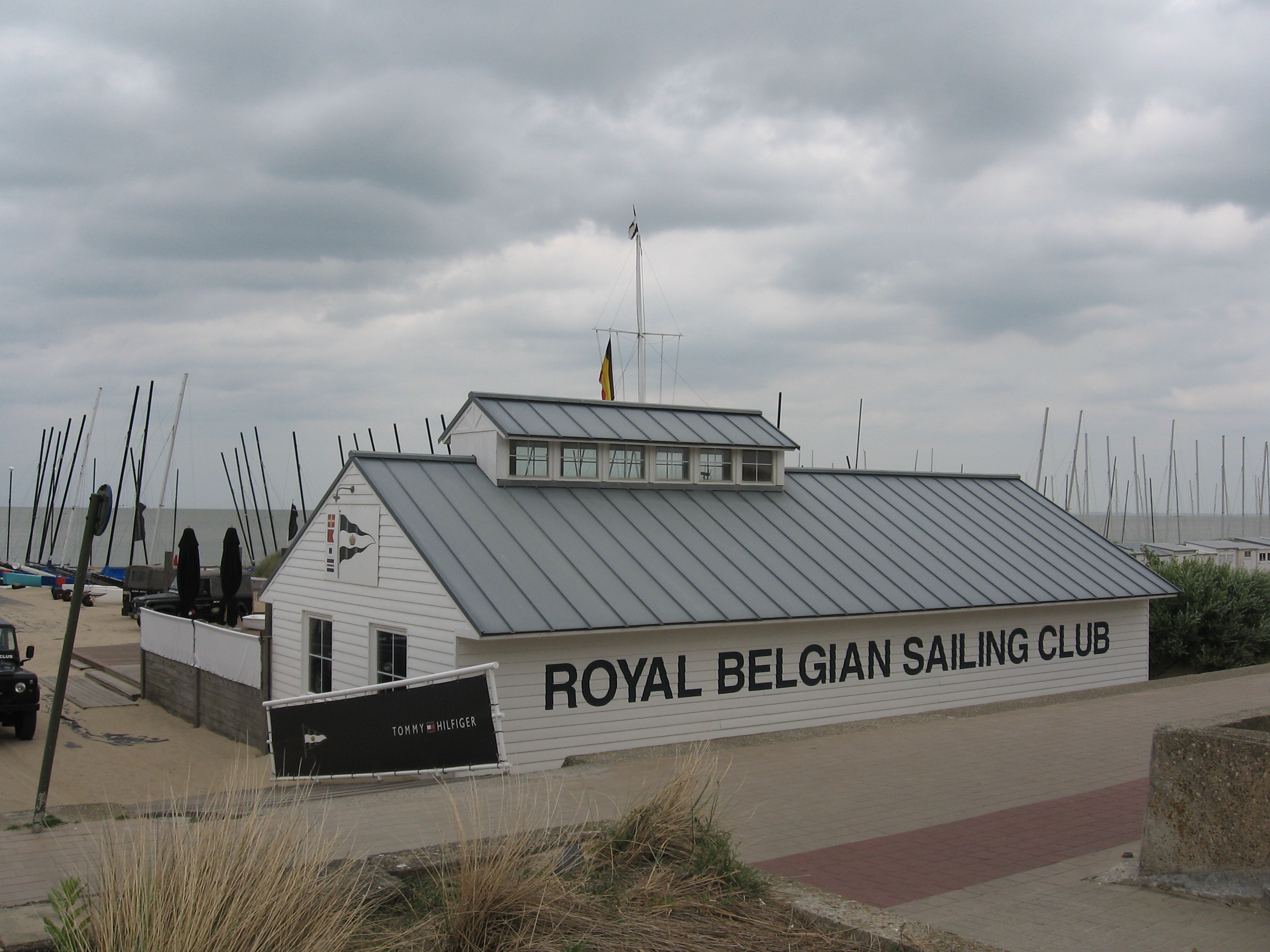
Royal Belgian Sailing Club Knokke